# Италијанска оклопњача Кајо Дуилио
Кајо Дуилио (итал. Caio Duilio, име по Гају Дуилију) је била италијанска оклопњача класе Енрико Дандоло. Поринута је у Ла Специји 1876. г.
Није никад коришћена у ратним дејствима, али је учествовала у многим војним вежбама. Од 1906. до 1909. служи као школски брод. Отписана је и изрезана 1909.